# Lissochlora multiseriata
Lissochlora multiseriata là một loài bướm đêm trong họ Geometridae.